# ولیکی کورن
ولیکی کورن (اسلوونیایی: Veliki Koren) یک منطقهٔ مسکونی در اسلوونی است که در Lower Carniola واقع شده‌است.

## خصوصیات
ولیکی کورن ۰٫۶ کیلومترمربع مساحت و ۰ نفر جمعیت دارد و ۱۹۰ متر بالاتر از سطح دریا واقع شده‌است.